# Isoorientine
L'isoorientine ou homoorientine est un composé chimique de la famille des flavones. C'est plus précisément un hétéroside, le 6-C-glucoside d'une flavone, la lutéoline. C'est un isomère de l'orientine que l'on trouve comme elle dans la passiflore et l'açaí mais aussi le muguet bleu (Vitex negundo) et la  Swertia japonica.

## Métabolisme
L'isoorientine est entre autres métabolisée par l'isoorientine 3'-O-méthyltransférase.